# Frédéric Bentayoux
Frédéric-Louis Bentayoux, connu sous les pseudonymes de Ben Tayoux ou Frédéric Ben Tayoux, né à Bordeaux le 14 juin 1840 et mort à Paris 8e le 10 mars 1918, est un compositeur et professeur au Conservatoire national de musique.
Il a composé la musique de nombreuses chansons, entre autres des chansons revanchardes avec les paroliers Gaston Villemer, Lucien Delormel ou encore Jules Gros. En 1870, il est l'auteur d'un opéra-bouffe, Lucrèce, ou le triomphe de la vertu.
L'une de ses créations les plus connues reste celle de La Marche Alsace et Lorraine (1871). Le compositeur a publié, en 1881, un Pie Jesu en  motet.